# ショーン・キャロル
ショーン・キャロル（英語: Sean Carroll、1985年 - ）は、イギリス・イングランド出身で日本在住のスポーツライター、サッカージャーナリスト。

## 人物
イングランド地方に生まれる。2009年から日本に移住し、イギリス人の視点を通して日本のサッカー界について、サッカーマスコミを中心に連載寄稿を寄せている。

## 主な連載
- ジャパン・ニューズ（旧・ザ・デイリー読売=読売新聞の英語版）
- 週刊サッカーマガジン
- Jリーグ公式サイト（英語版）

## 出演
- Foot!（J SPORTS）
  - 2012年-2013年度シーズンの放送より、水曜日のJリーグ特集において、キャロルと同業者である在日外人スポーツライターをゲストにJリーグや日本代表についての試合評の対談を行っている。